# Paradiset brinner
Paradiset brinner är en svensk dramafilm från 2023 om hade biopremiär till 27 oktober 2023. Filmen är regisserad av Mika Gustafson som också svarat för manus tillsammans med Alexander Öhrstrand. Filmen är producerad av Nima Yousefi och distributör är TriArt Film.
Mika Gustafson vann regipriset Orizzonti vid 2023 års filmfestival i Venedig.
Filmen utsågs till 2023 års Bästa film vid Guldbaggegalan år 2024.

## Handling
Filmen kretsar kring tre systrar, Laura, Mira och Steffi, i åldrarna 7 till 16 år. Eftersom deras mamma är borta under längre perioder, bor systrarna ofta ensamma.
När socialtjänsten börjar ställa frågor och kräver ett möte med familjen, planerar äldsta syster Laura att hitta någon kan fungera som stand-in för mamman.
För att inte oroa sina yngre syskon, håller hon sin plan hemlig.

## Rollista (i urval)
- Ida Engvoll – Hanna
- Bianca Delbravo – Laura
- Dilvin Asaad – Mira
- Safira Mossberg – Steffi
- Marta Oldenburg – Zara
- Mitja Siren – Sasha
- Isabella Kjellberg – Sandra